# Winrich
Winrich ist ein männlicher Vorname.

## Bekannte Namensträger
- Winrich († 1290), Zisterzienserabt
- Winrich Behr (1918–2011), deutscher Major, Panzerkommandant und Träger des Ritterkreuzes
- Winrich von Kniprode (* um 1310; † 1382), Hochmeister des Deutschen Ordens
- Winrich von Kniprode (Bischof) († 1419), Bischof von Oesel
- Winrich Kolbe (1940–2012), US-amerikanischer Regisseur und Produzent deutscher Herkunft
- Winrich Mothes (1935), deutscher Kinderchirurg
- Winrich Langer (* 1939), deutscher Rechtswissenschaftler
- Winrich Löhr (* 1961), deutscher Kirchen- und Dogmenhistoriker mit dem Schwerpunkt Alte Kirche
- Winrich Scheffbuch (* 1938), deutscher Theologe

Siehe auch:
- Wenrich
- Personennamen auf -rich